# Hypolycaena lewara
Hypolycaena lewara är en fjärilsart som beskrevs av Ribbe 1926. Hypolycaena lewara ingår i släktet Hypolycaena och familjen juvelvingar. Inga underarter finns listade i Catalogue of Life.